# BroadbandTV
BroadbandTV Corporation (сокр. BBTV) — глобальная медийная компания, созданная в 2005 году Шаризад Рафати. По данным comScore, BroadbandTV является вторым по размеру в мире аггрегатором цифрового видео-контента по количеству уникальных зрителей в 12 крупнейших странах мира, с головным офисом в городе Ванкувер, Канада.
Компания предоставляет полное управление каналами и предоставляет технологии, помогающие создателям видео оптимизировать их материал в сети YouTube. Список клиентов включает в себя NBA, FreemantleMedia, и Sony Pictures.

## История

### Начало деятельности
BBTV была основана как компания, занимающаяся ТВ-приставками, в 2005 году, но Шаризад Рафати быстро сменила направление деятельности в сторону разработки программного обеспечения в сфере цифрового видео. Её планом было создание ПО, с помощью которого компании будут бороться с пиратством, и смогут заявлять права и монетизировать свой контент, загруженный фанатами этих компаний.
В 2009 году баскетбольная ассоциация NBA стала клиентом BBTV, и успех в монетизации их контента привлёк компанию Sony Pictures к работе с BBTV. С более крупными сделками появилась новая возможность: индивидуальные создатели контента на YouTube тоже захотели монетизировать свою работу и работать с профессионалами для большего успеха. BBTV снова расширилось для работы над этой новой возможностью развития бизнеса.

### 2010—2016
Европейская медиа-группа RTL приобрела 51% BBTV в 2013 за 36 млн долларов.
Осенью 2015 года BBTV открыла офис в Нью-Йорке для размещения дивизии отдела по брендированному контенту, которая выступает в роли брокера для сделок между брендами и создателями контента.
В декабре 2015 BBTV стала крупнейшей многоканальной сетью в мире, обогнав Disney Maker Studios. Переступив эту ступень, компания вновь расширила поле своей деятельности, начав создавать свой контент внутри штаба, позиционируя себя как всесторонне развитая компания по цифровому коненту.

### 2016 — н. в.
В 2016 BBTV переехала в новый более крупный офис в Ванкувере, Канада.
Отношения с Sony Pictures были расширены в 2018 году созданием официального канала шоу «Во все тяжкие» (Breaking Bad).
В том же году BBTV запустила интерактивную дивизию с целью разработки интерактивных игр и мобильных приложений, построенных вокруг цифровой интеллектуальной собственности, запустила сервис для дистрибуции музыки и музыкальный лейбл.
В 2019 году BBTV опубликовала данные о том, что компания достигает 575 миллионов уникальных зрителей каждый месяц, что ставит их на второе место после Google в отношении ежемесячного количества просмотров, согласно данным comScore.

## Инвестиции, партнёрства и приобретения

### YoBoHo
В апреле 2015 BroadbandTV приобрела YoBoHo (сеть оперирующую HooplaKidz) — подсеть с 1,5 миллионами подписчиков, предоставляющую развлекательный и обучающий видеоматериал для детей и набирающую более чем 3 миллиарда просмотров ежегодно. Все 55 сотрудников HooplaKidz присоединились к штату работников BroadbandTV.

### SocialBlade
Летом 2015 года BroadbandTV начала сотрудничать с сервисом SocialBlade для предоставления ценной аналитической информации пользовательской базе сайта. В прошлом SocialBlade сотрудничали с Maker Studios через их программу для начинающих создателей видео Maker Gen.

### NBA
В августе 2014 BroadbandTV переоформила существующий контракт по управлению контентом для YouTube для составления контракта с NBA и для предоставления пользователям лицензионного баскетбольного материала с матчей. NBA владеют крупнейшим в YouTube профессиональным спортивным каналом с более чем 5,6 миллионов подписчиков и более чем 2,2 миллиардами просмотров на момент подписания контракта.

### RTL Group
В июне 2013 BroadbandTV получили инвестиции от RTL Group на сумму 36 миллионов долларов США. На тот момент это являлось крупнейшей частной инвестицией в компанию в данной сфере в Канаде с 2007 года.

## Бренды сети
- TGN — геймерская подсеть на YouTube[20].
- Opposition — подсеть, ориетнированная на музыкальных артистов жарна Хип-хоп[21].
- WIMSIC — подсеть в сфере электронной музыки на YouTube[22].
- HooplaKiz — подсеть, ориетнированная на предоставление обучательного и развлекательного материала, нацеленного на детскую аудиторию.
- Outspeak — сеть журналистов, под зонтом новостного портала The Huffington Post.
- Windfall — стратегической партнёрство с BMG.